# Tiszabercel
Tiszabercel is een plaats (község) en gemeente in het Hongaarse comitaat Szabolcs-Szatmár-Bereg, gelegen in het district Ibrány.Szabolcs-Szatmár-Bereg. Tiszabercel telt 1819 inwoners (2015).

## Geschiedenis
De naam Berczel verschijnt in documenten in 1335.

## Bezienswaardigheden
- Gereformeerde kerk - Gebouwd in 1436
- György Bessenyei Memorial House